# Włodzisław Ziembiński
Włodzisław Ziembiński, właśc. Władysław Ziembiński (ur. 11 lutego 1892 w Korytowie, zm. 15 września 1966 w Poznaniu) – polski aktor filmowy i teatralny, również reżyser teatralny.

## Życiorys

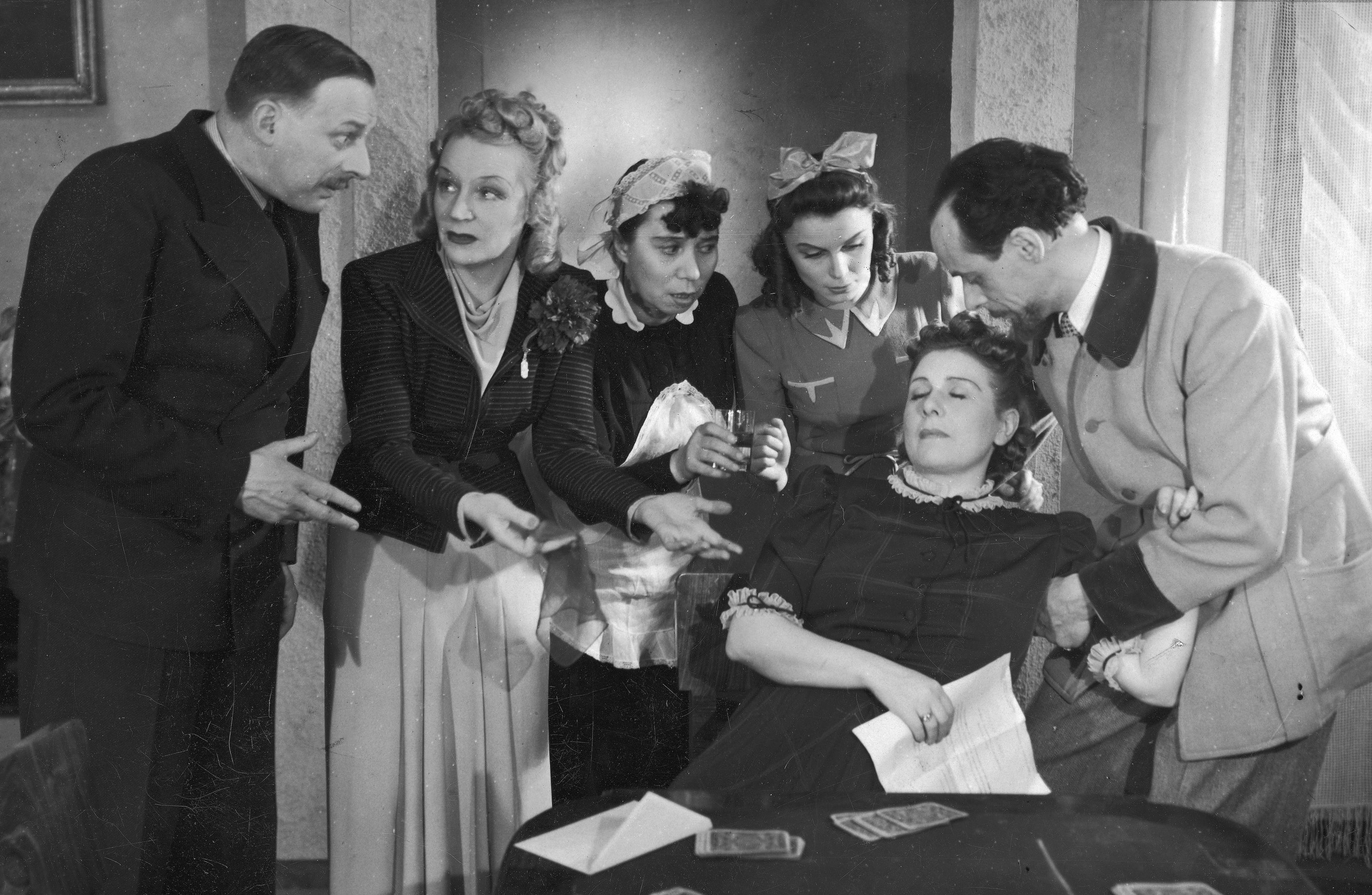
Scena z przedstawienia Expose pani ministrowej w Teatrze Kameralnym w Warszawie (1939). Od lewej: Stanisław Kwaskowski, Hanna Różańska, Helena Zarembina, Wanda Bartówna, Pelagia Relewicz-Ziembińska i Włodzisław Ziembiński.

Urodził się w rodzinie Izydora Zygmunta, inżyniera, i Marii z domu Wątrobska. W latach 1902–1906 uczył się w gimnazjum ojców jezuitów w Chyrowie. Następnie studiował w krakowskiej Akademii Handlowej oraz historię sztuki na Uniwersytecie Jagiellońskim. Po ukończeniu Szkoły Aplikacyjnej w 1913 roku debiutował w Teatrze Polskim. Pracował w Krakowie w Teatrze im. Juliusza Słowackiego i Bagateli. W 1920 roku ożenił się z aktorką Pelagią Relewicz, a w 1921 roku małżonkowie przenieśli się do Warszawy, gdzie Ziembiński grał i reżyserował w teatrze Komedia. Do Krakowa przenieśli się w 1924 roku, grając od 1926 roku na przemian w Warszawie i Łodzi. W latach 1935–1939 współpracował z kilkoma teatrami stolicy.
Podczas okupacji w czasie II wojny światowej pracował w barze w Warszawie. W 1945 grał w Teatrze Miejskim w Katowicach, natomiast w sezonie 1945/1946 reżyserował i występował w Teatrze Miejskim w Sosnowcu. W 1946 roku został zaangażowany do Teatrów Miejskich w Krakowie, pozostając tam do 1949 roku. W latach 1947–1950 Ziembiński w Krakowie i Łodzi wykładał w szkołach aktorskich oraz grał wspólnie z żoną w Teatrze Powszechnym w sezonie 1949/1950.
W 1950 roku, w Kaliszu, objął kierownictwo artystyczne Teatru im. Wojciecha Bogusławskiego. W 1951 roku przeprowadził się do Poznania, tworząc tam znakomite kreacje aktorskie i występując razem np. w Głupim Jakubie Tadeusza Rittnera, Rozbitkach Józefa Blizińskiego, Skandalu w Hellbergu Jerzego Broszkiewicza. Był jednym z najwybitniejszych aktorów scen poznańskich w latach 1953–1965. Stworzył świetne kreacje, zwłaszcza w Głupim Jakubie i Śmierci komiwojażera Arthura Millera oraz zagrał główną rolę w filmie Stanisława Lenartowicza „Zimowy zmierzch” (1956).

Z żoną Pelagią miał syna Janusza.

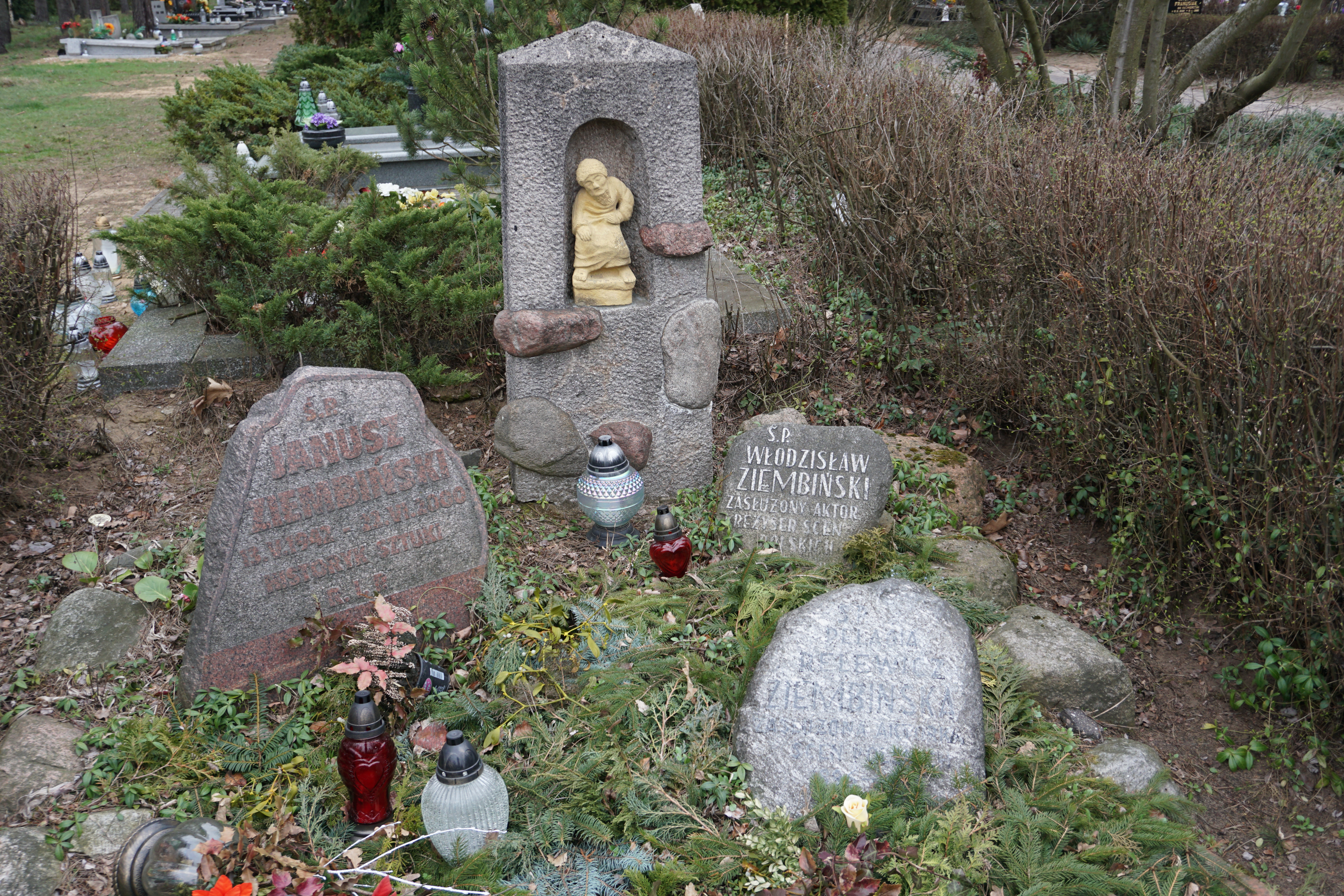
Grób Włodzisława, Pelagii i Janusza Ziembińskich na cmentarzu Junikowskim w Poznaniu.

Zmarł 15 września 1966 roku w Poznaniu, spoczywa wraz żoną i synem na cmentarzu Junikowskim (pole 12-C-1).

## Filmografia
- „Pamiętnik pani Hanki” (1963) jako generał
- „O dwóch takich, co ukradli Księżyc” (1962)
- „Miejsce na ziemi” (1959) jako nauczyciel języka polskiego w zakładzie poprawczym
- „Wolne miasto” (1958) jako listonosz Rajca
- „Zimowy zmierzch” (1956) jako Michał Rumsza
- „Trzy kobiety” (1956) jako wuj Celiny
- „Podhale w ogniu” (1955) jako instygator Tokarski
- „Rena” (1938) jako sędzia śledczy
- „Ułan księcia Józefa” (1937) jako obrońca w procesie porucznika Zadory

Źródło: